# Alseodaphne gracilis
Alseodaphne gracilis Kosterm. – gatunek rośliny z rodziny wawrzynowatych (Lauraceae Juss.). Występuje naturalnie w południowych Chinach – w południowo-wschodniej części Junnanu.

## Morfologia
PokrójZimozielone drzewo.
LiścieNaprzemianległe. Mają kształt od eliptycznego do odwrotnie jajowatego. Mierzą 11–15 cm długości oraz 5–8 cm szerokości. Nasada liścia jest ostrokątna. Blaszka liściowa jest o spiczastym wierzchołku. Ogonek liściowy jest mniej lub bardziej owłosiony i dorasta do 5–10 mm długości.
KwiatySą niepozorne, bezwłose, zebrane po kilka w wiechy, rozwijają się w kątach pędów. Kwiatostan osiąga 3 cm długości, natomiast pojedyncze kwiaty mierzą 2 mm średnicy.

## Biologia i ekologia
Rośnie w lasach.